# Casa Aranda (Málaga)
Casa Aranda es una tradicional churrería de la ciudad española de Málaga, que data de 1932, tal y como reza uno de sus rótulos. Se trata de la churrería malagueña por excelencia, con sus típicos churros alargados (las llamadas "porras" en Madrid) alcanzando una gran afluencia de público en fechas señaladas, como Navidad, Semana Santa o la Feria de agosto.
Además de churros con chocolate puede tomarse café, pitufos (bocadillos) y otros productos, como en una cafetería normal y corriente.
Se encuentra ubicada en cuatro locales (uno de ellos bastante amplio) en la calle Herrería del Rey, haciendo esquina con calle Alhóndiga.